# Gmina Święciechowa
Święciechowa [ɕfjɛnt͡ɕɛˈxɔva] ist eine Landgemeinde im Powiat Leszczyński der Woiwodschaft Großpolen in Polen. Ihr Sitz ist das gleichnamige Dorf (deutsch Schwetzkau) mit etwa 3100 Einwohnern.

## Geographie

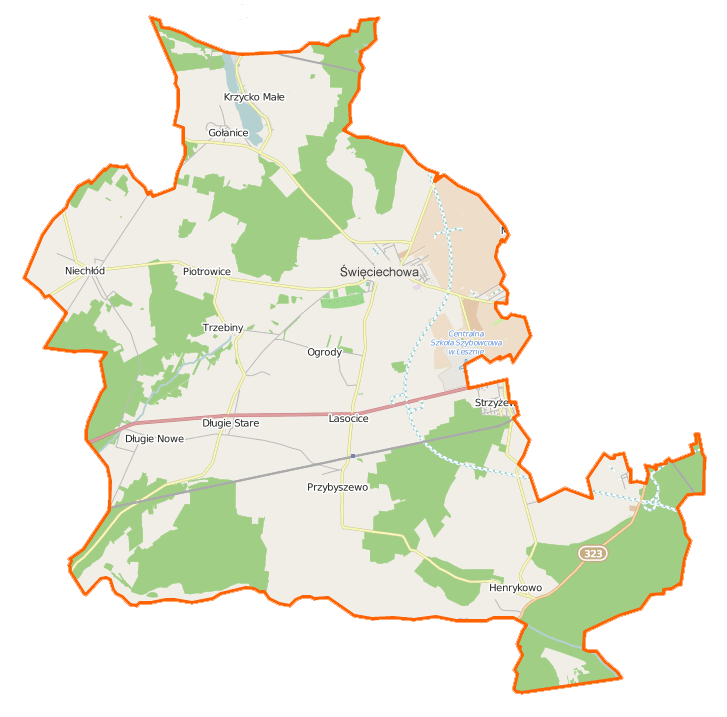
Karte der Gemeinde

Die Gemeinde liegt im Südwesten der Woiwodschaft, etwa 70 Kilometer südwestlich der Stadt Posen und 70 Kilometer nordwestlich der Stadt Breslau. Die Gemeinde Święciechowa umfasst die Stadtgemeinde Leszno (Lissa) im Westen und Süden. Sie grenzt im Südosten an die Gemeinde Rydzyna, weitere Nachbargemeinden sind Góra in der Woiwodschaft Niederschlesien im Süden, Wschowa in der Woiwodschaft Lebus im Osten, Włoszakowice im Nordwesten sowie Lipno im Nordosten. Das Dorf Długie Nowe liegt nördlich des Dreiländerecks, an dem sich die Woiwodschaften Großpolen, Lebus und Niederschlesien treffen.
Das Gebiet der Gemeinde wird von drei Landschaften geprägt: Die Ebene von Leszno (Równina Leszczyńska), ein Gebiet mit Moränenhügeln und das Tal Rowu Polskiego mit Erlenwäldern. Bei Gołanice im Norden der Gemeinde befinden sich ein kleiner Teil des Landschaftsparks Przemęcki (Przemęcki Park Krajobrazowy). Auf Gemeindegebiet befinden sich drei geschützte Naturreservate: Im Norden Waldgebiete bei Gołanice und am Krzycko-See bei Krzycko Małe sowie bei Henrykowo im Süden.
Die Gemeinde hat eine Fläche von 135 km², von der 61 Prozent land- und 32 Prozent forstwirtschaftlich genutzt werden.

## Geschichte
Das heutige Gemeindegebiet gehörte als Gmina Leszno (bis 1953) von 1937 bis 1975 zur Woiwodschaft Pommern mit unterschiedlichen Zuschnitt. Die Landgemeinde Leszno wurde 1954 in Gromadas umgewandelt.
Die Gmina Święciechowa wurde auf dem Gebiet der Landgemeinde Leszno zum 1. Januar 1973 neu geschaffen. Von 1975 bis 1998 kam sie zur Woiwodschaft Leszno. Der Powiat Leszczyński war in dieser Zeit aufgelöst. Die Gemeinde gehört seit 1999 zur Woiwodschaft Großpolen und wieder zum Powiat Leszczyński.

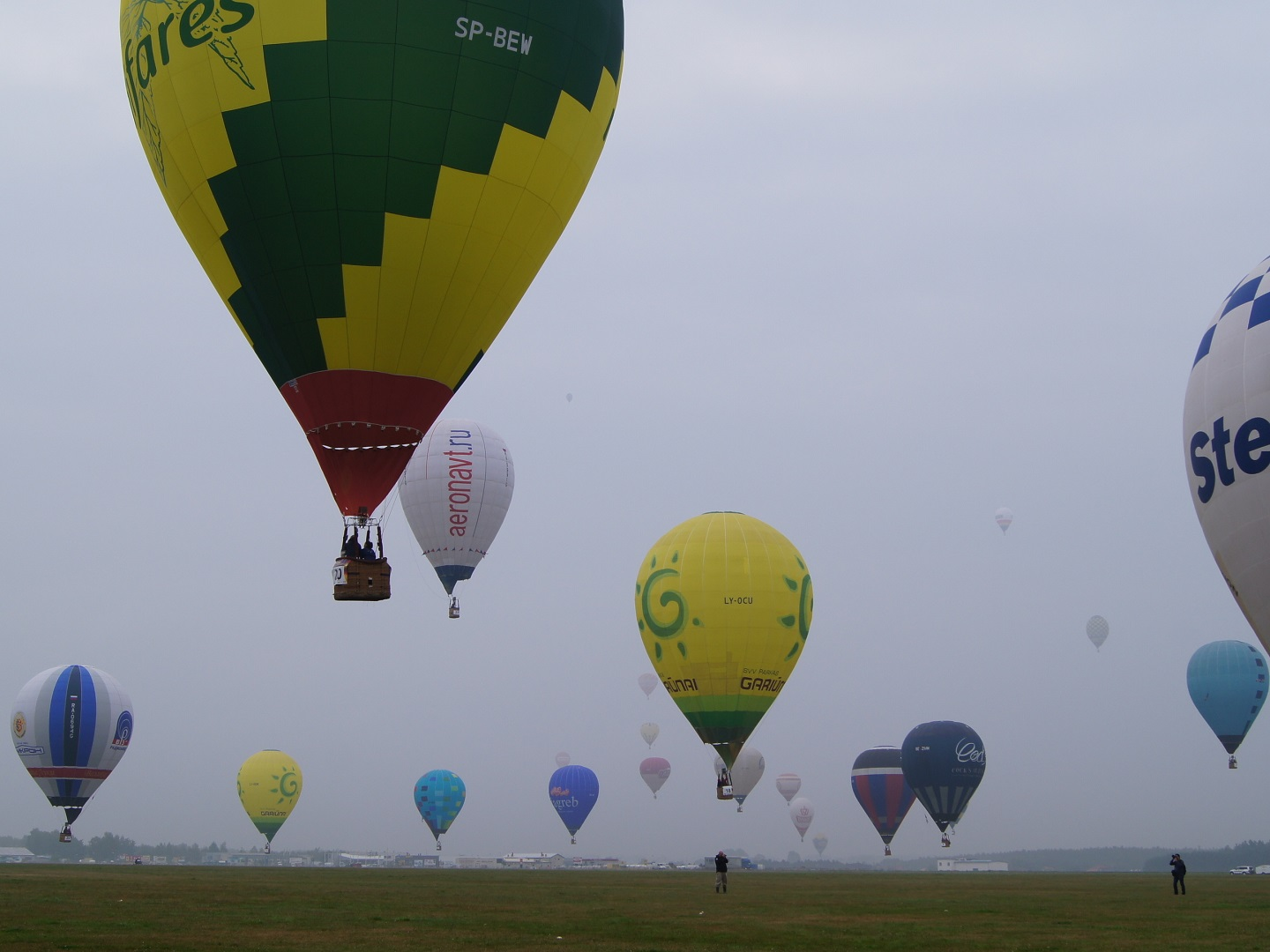
Ballon-WM 2014 in Strzyżewice

Auf dem Flugplatz Leszno-Strzyżewice wurden zwischen 1958 und 2017 sechs Welt- und vier Europameisterschaften im Segelfliegen sowie eine Welt- und zwei Europameisterschaften im Heißluftballonfahren ausgetragen.

## Partnerschaften
Die Gmina Święciechowa ist Gemeindepartnerschaften mit Aixe-sur-Vienne (Nouvelle-Aquitaine) in Frankreich, Großhabersdorf (Mittelfranken) in Deutschland und Malinska in Kroatien eingegangen.

## Gemeinde

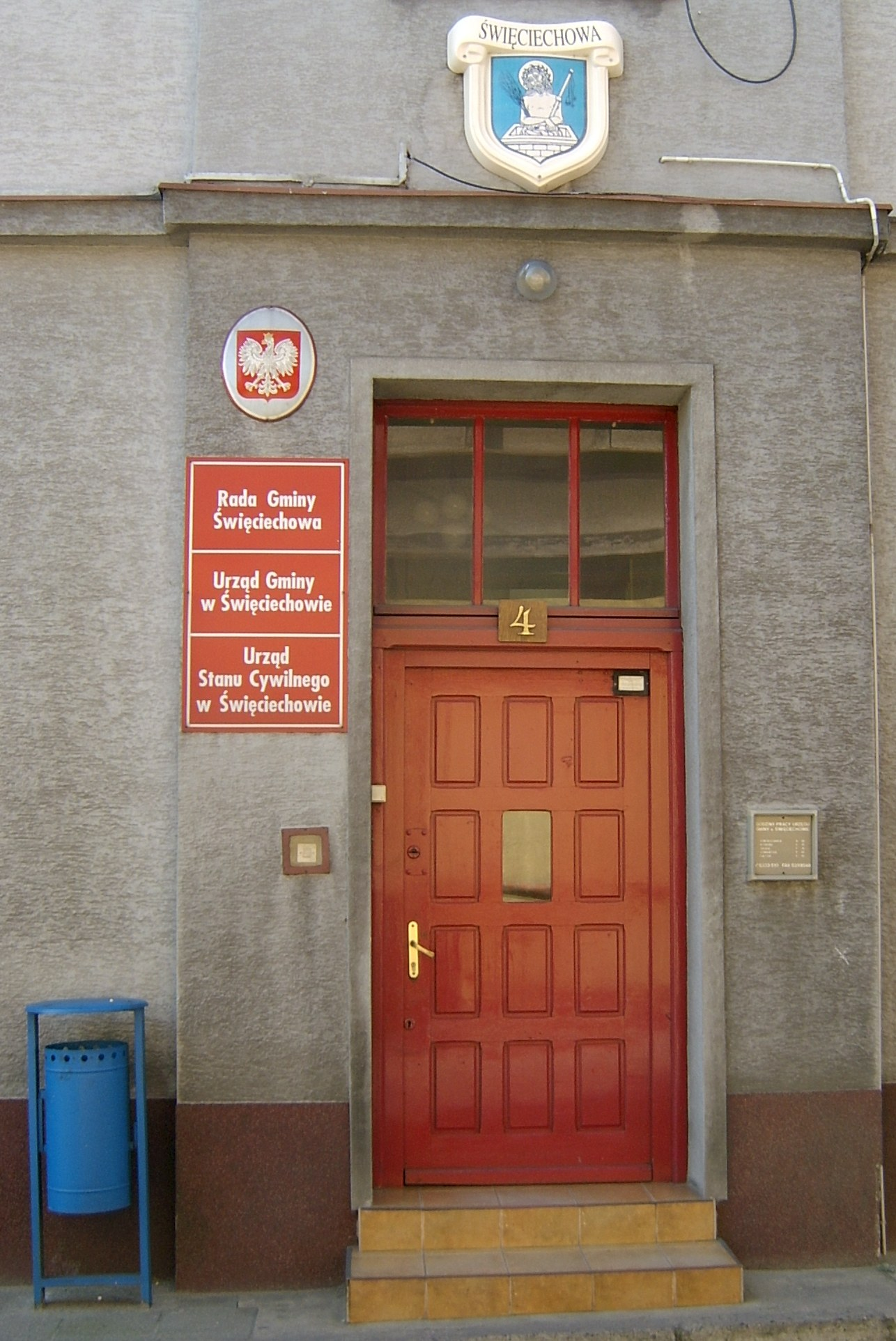
Portal des Gemeindeamts

Zur Landgemeinde (gmina wiejska) Święciechowa mit 8214 Einwohnern (Stand 31. Dezember 2020) gehören 12 Dörfer mit Schulzenämtern (sołectwa):
| Name         | deutscher Name (1815–1920) | deutscher Name (1939–1945) |
| ------------ | -------------------------- | -------------------------- |
| Długie Nowe  | Neu Laube                  | Neulaube                   |
| Długie Stare | Alt Laube                  | Altlaube                   |
| Gołanice     | Gollmitz                   | Gollmitz                   |
| Henrykowo    | Heinrichshof               | Heinrichshof               |
| Krzycko Małe | Klein Kreutsch             | Kreutsch                   |
| Lasocice     | Laßwitz                    | Laßwitz                    |
| Niechłód     | Nicheln                    | Nicheln                    |
| Piotrowice   | Petersdorf                 | Petersdorf                 |
| Przybyszewo  | Priebisch                  | Priebisch                  |
| Strzyżewice  | Striesewitz                | Stresen                    |
| Święciechowa | Schwetzkau                 | Schwetzkau                 |
| Trzebiny     | Treben                     | Treben                     |

Weitere kleinere Siedlungen sind: Die Siedlung Henrykowo, die Waldsiedlung Książęcy Las (Fürstenwalde)
und Ogrody (Garthe).

## Denkmalgeschützte Sehenswürdigkeiten
In das Denkmalregister der Woiwodschaft Großpolen wurden eingetragen:
- St. Martin in Długie Stare
- Pfarrkirche in Gołanice (1782)
- Neugotische Kirche in Krzycko Małe
- Holzkirche in Niechłód
- Pfarrkirche in Święciechowa
- Schloss in Długie Stare
- Vorwerk in Długie Stare
- Schloss und Park in Trzebiny
- Herrenhaus in Gołanice
- Herrenhaus in Krzycko Małe
- Herrenhaus in Niechłód
- Herrenhaus in Przybyszewo
- Gutsanwesen mit Herrenhaus, Park, Ställen in Strzyżewice (um 1900)
- Herrenhaus in Święciechowa
- Ehemaliges Zollhaus in Henryków
- Windmühle in Święciechowa (1878)

Neun archäologische Stätten wurden unter Schutz gestellt und in das Register des Kulturguts eingetragen. Es sind vier in Gołanice, je zwei in Długie Stare und Trzebiny sowie eine in Lasocice.

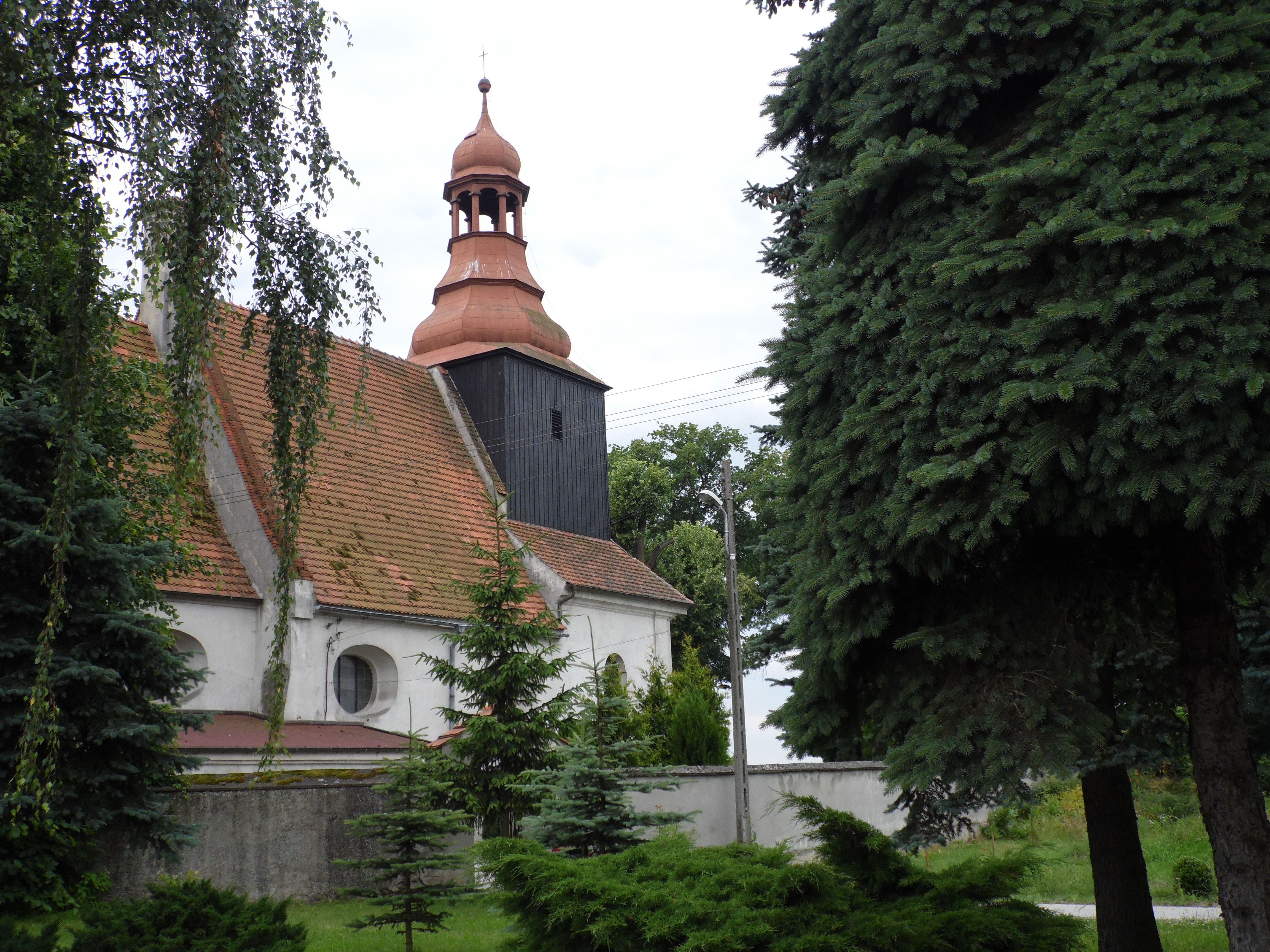
Kirche in Długie Stare
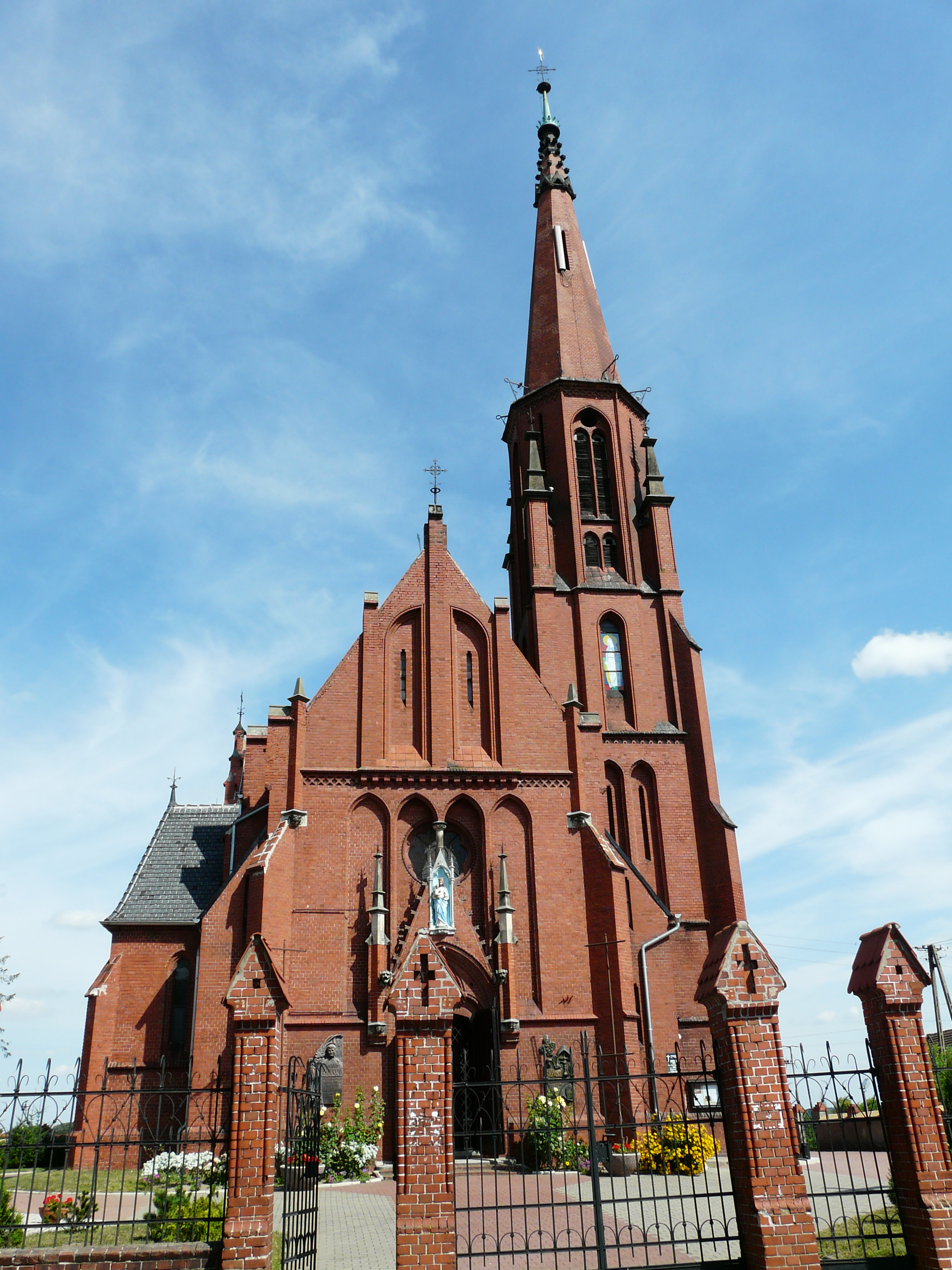
Kirche in Krzycko Małe
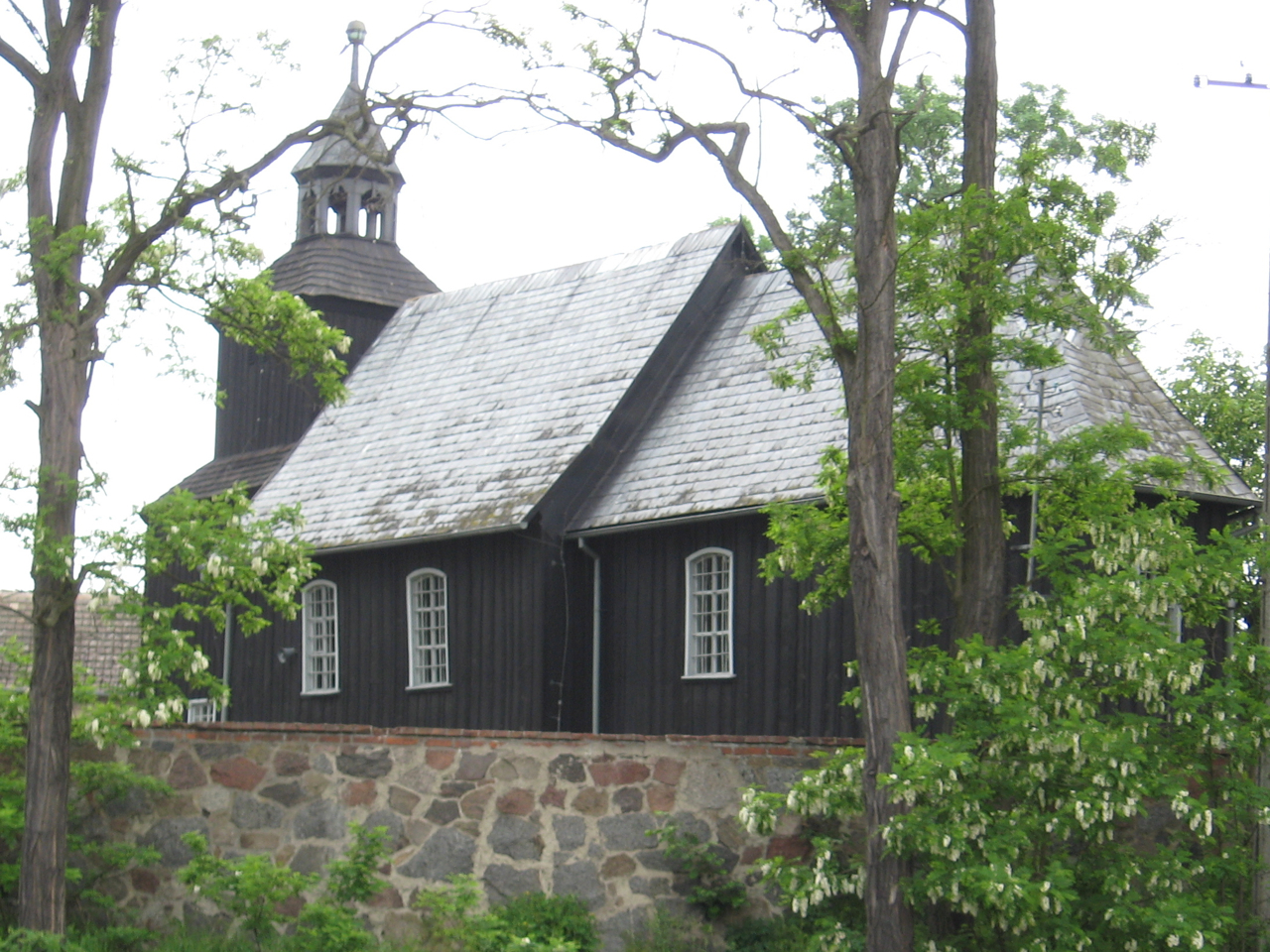
Holzkirche in Niechłód
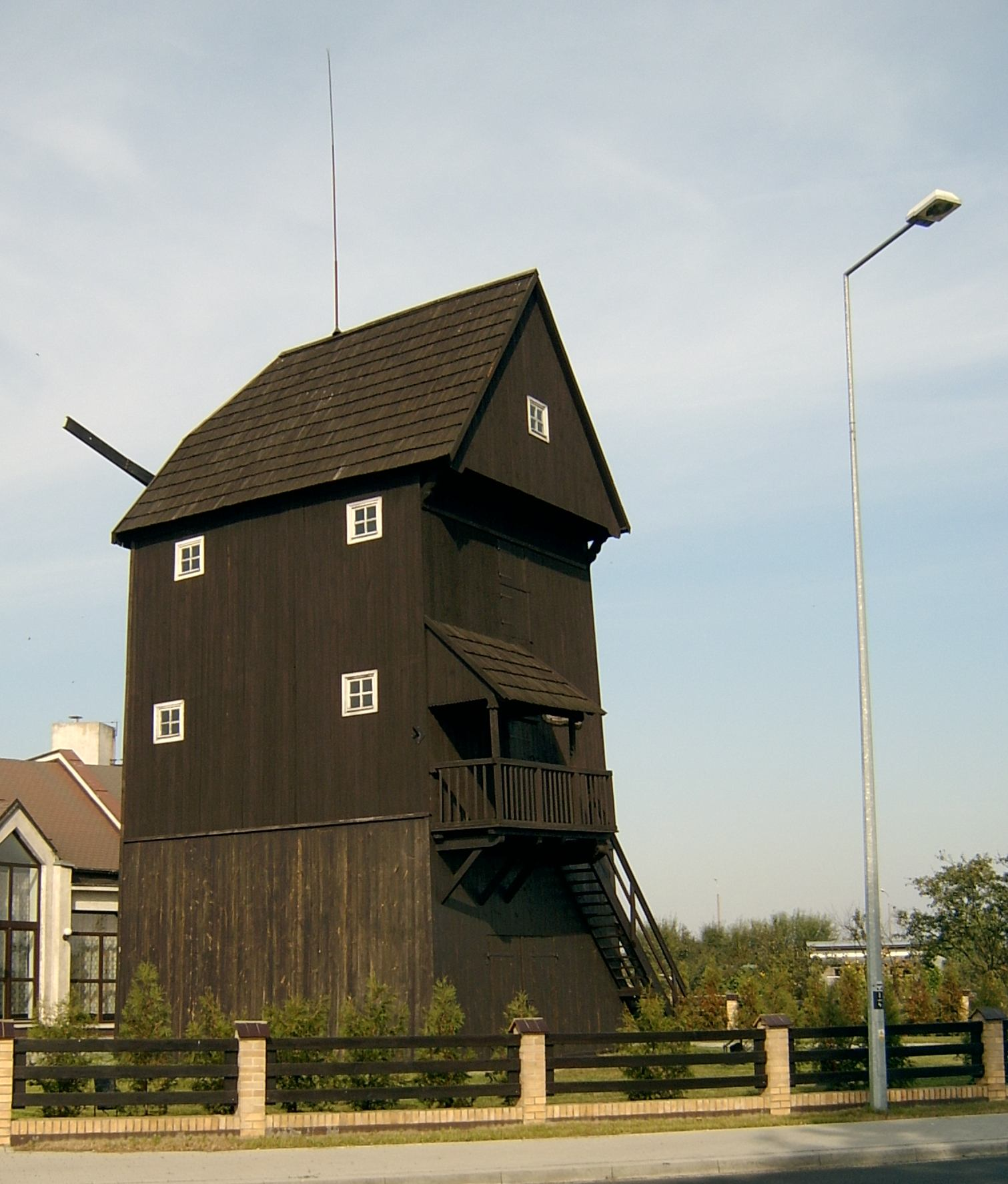
Windmühle in Święciechowa
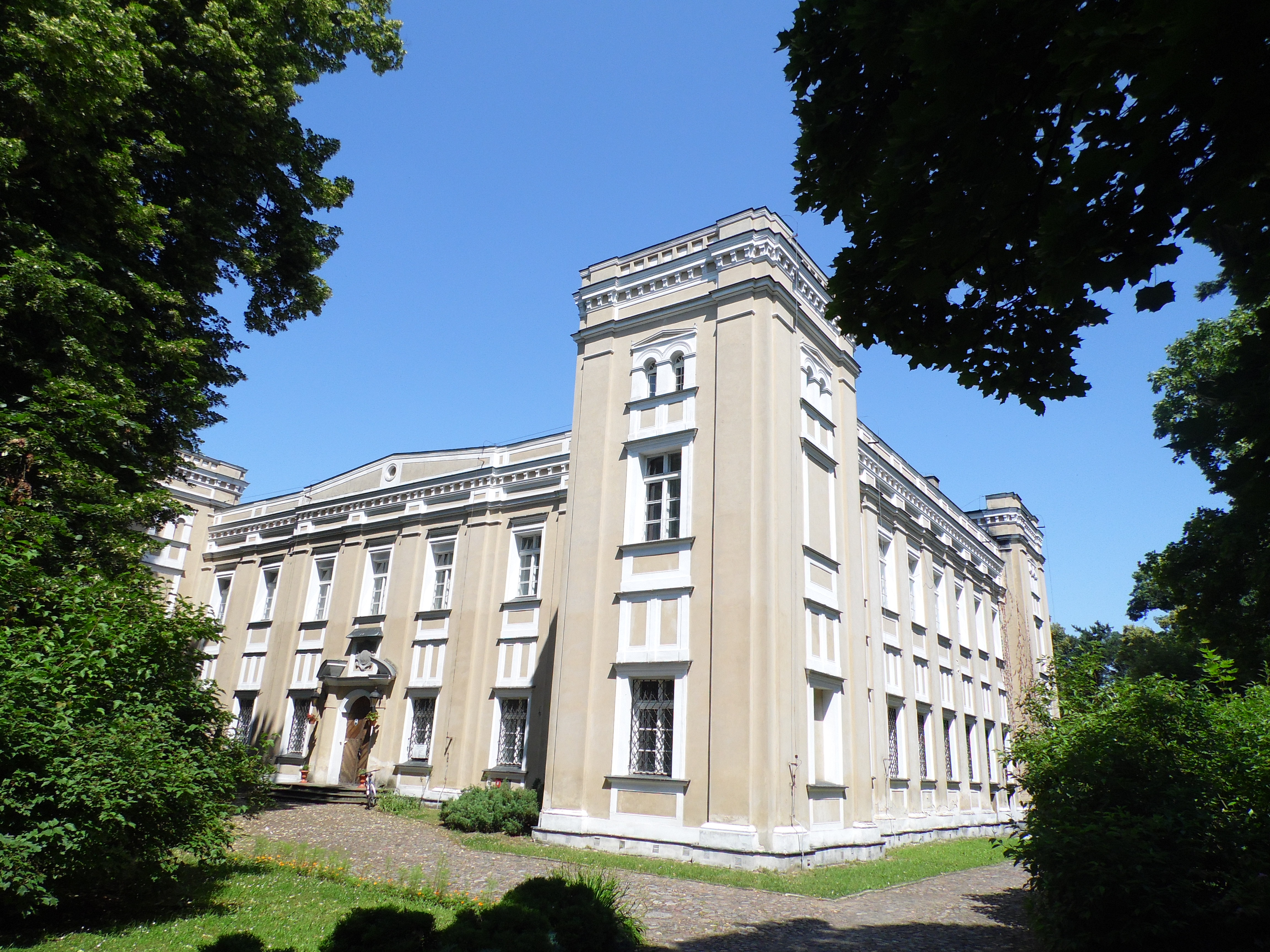
Schloss in Trzebiny
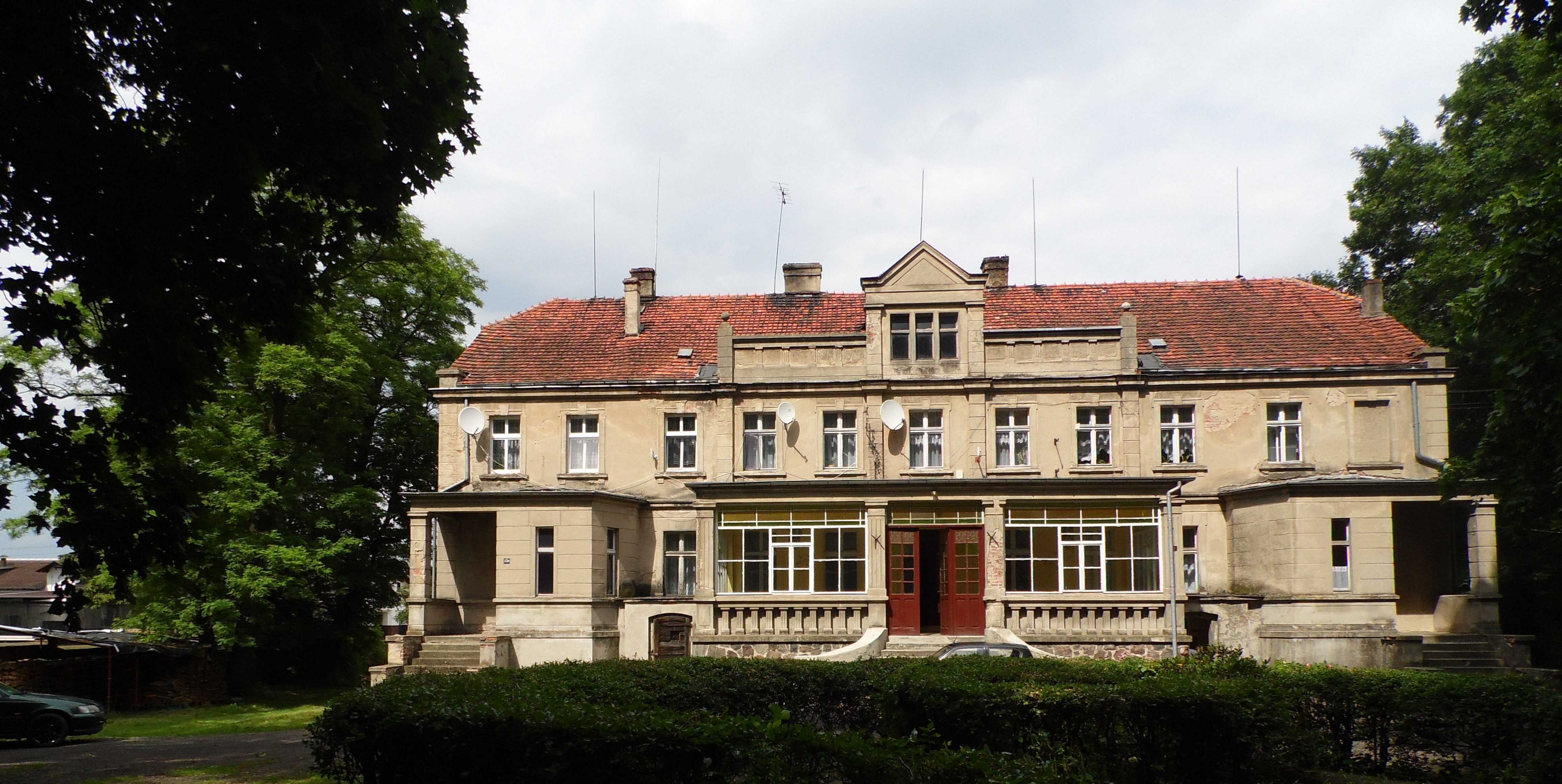
Herrenhaus in Niechłód
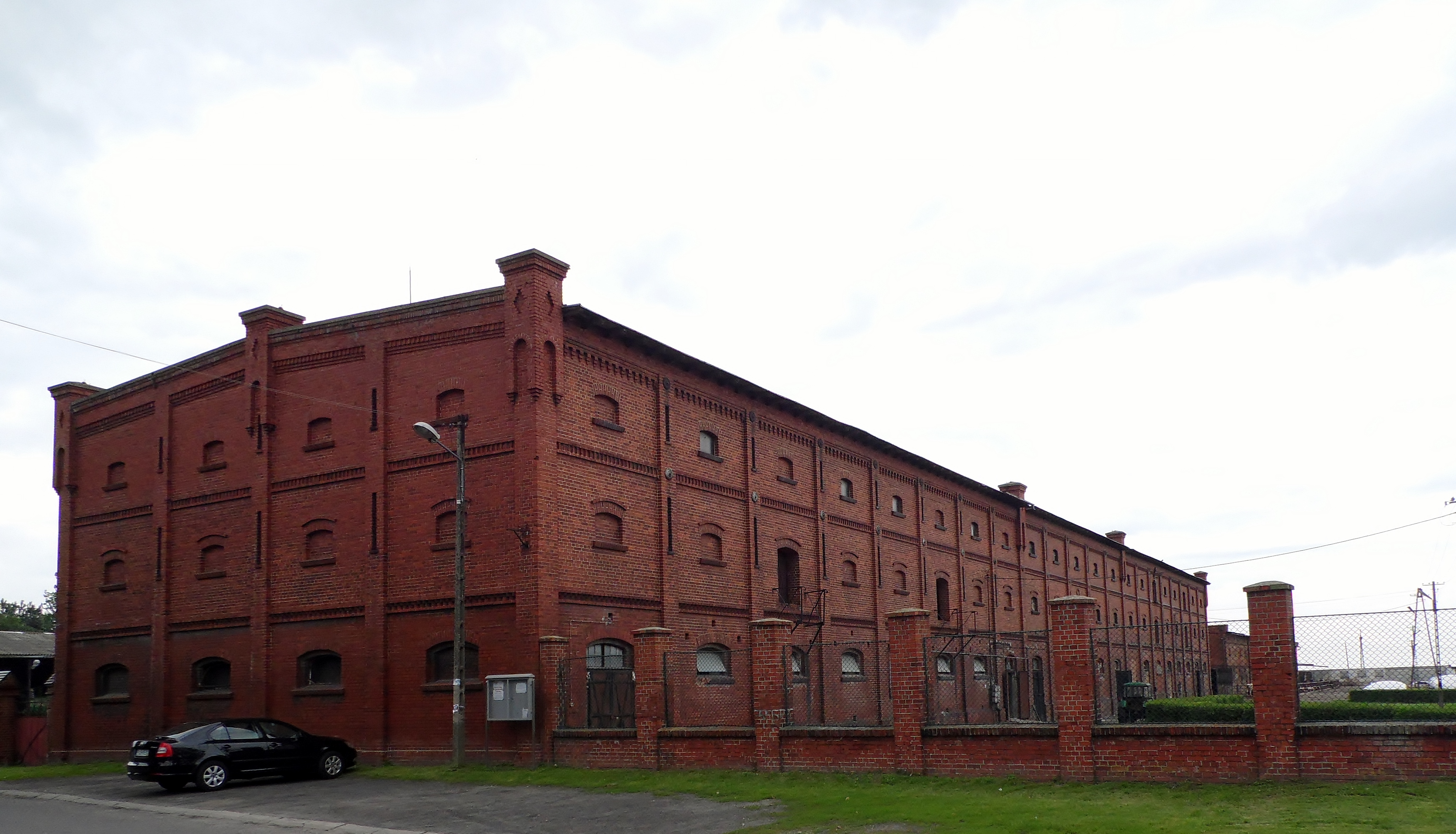
Vorwerk in Długie Stare
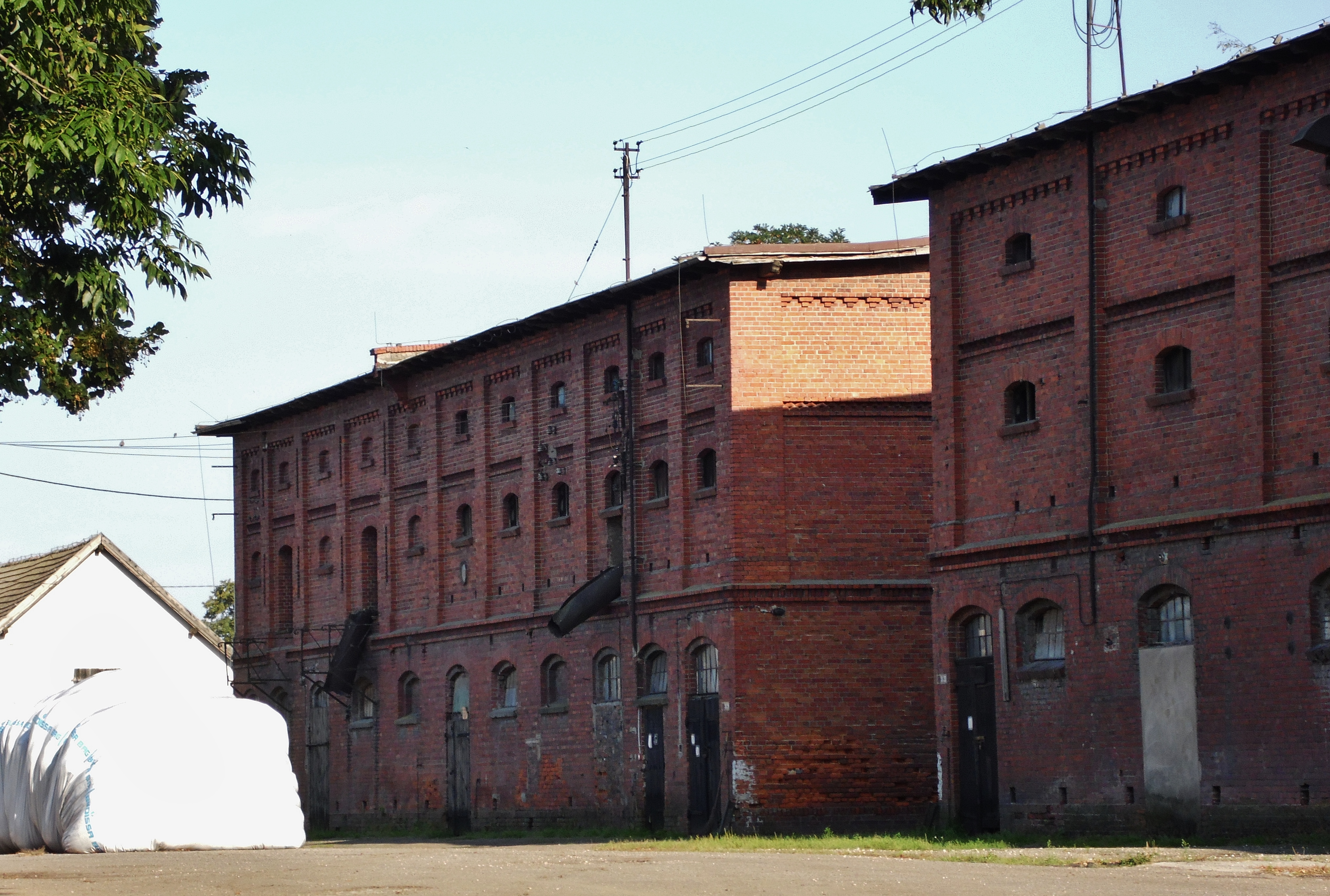
Gut in Strzyżewice

## Wirtschaft und Infrastruktur

### Verkehr
Den Osten der Gemeinde durchzieht die Schnellstraße S5 (E 261) in der Umfahrung von Leszno von Nord nach Süd. Von der Anschlussstelle Leszno-Południe werden Posen (Poznań-Zachód) in 70 und Breslau (Wrocław-Północ) in 77 Kilometern erreicht. Die Landesstraße DK12 (droga krajowa 12) verläuft von Osten nach Westen durch das Gebiet der Gemeinde und führt von Leszno nach Głogów (Glogau). Die Woiwodschaftsstraße DW323 führt vom Südosten des Gemeindegebiets nach Lubin in Niederschlesien.
Der nächste Fernbahnhof befindet sich in Leszno an den Bahnstrecken Breslau–Posen und Łódź–Forst (Lausitz). An letzterer hat das Dorf Lasocice einen Dienstbahnhof.
Der nächste internationale Flughafen ist in 70 Kilometer Entfernung Poznań-Ławica. – Etwa zur Hälfte auf dem Gebiet der Gemeinde befindet sich der Flugplatz Leszno-Strzyżewice (ICAO-Code: EPLS), der der Stadt Leszno gehört.

### Wirtschaft und Bildung

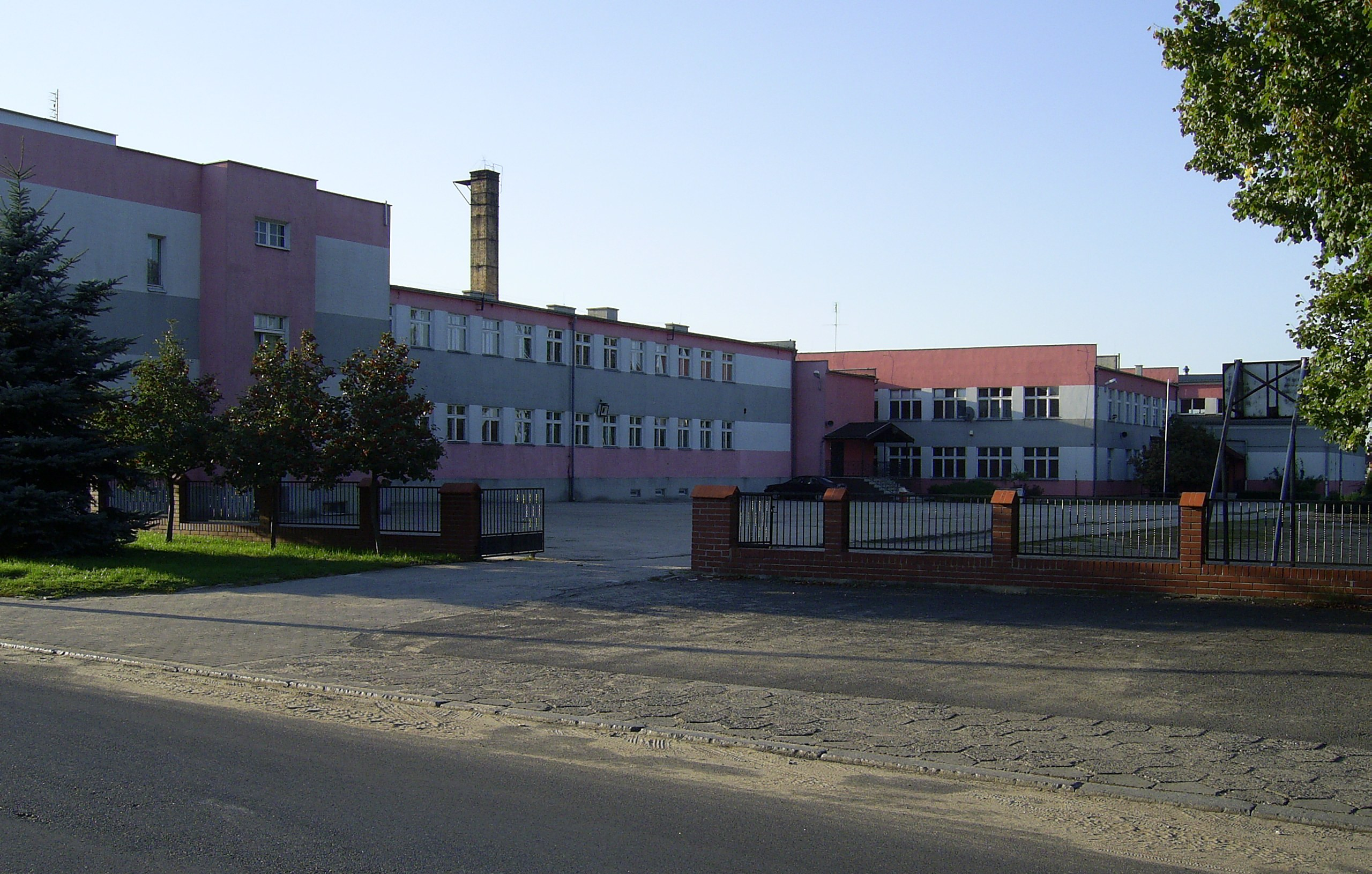
Das Schulzentrum (2006)

Die Gemeinde wird von der Landwirtschaft geprägt. Die Bauern bauen Futtermittel an und betreiben Schweinezucht. Am Flugplatz befand sich früher die größte Segelflugschule des Landes.
In Święciechowa befindet sich ein Schulzentrum mit Grund- und die Realschule beinhaltete (Zespół Szkół Szkoła Podstawowa i Gimnazjum).